# Republiek Zakopane
De Republiek Zakopane (Pools: Rzeczpospolita Zakopiańska) was een Poolse republiek rond de stad Zakopane en het omliggend gebied met een eigen parlement National Organisation in 13 oktober 1918. Het parlement werd opgericht met het doel om onderdeel uit te maken van de Tweede Poolse Republiek de nieuw te vormen onafhankelijke staat. Op 30 oktober verklaarde de Organisation officieel zijn onafhankelijkheid van Oostenrijk-Hongarije. Twee dagen later veranderde het zijn naam Nationale Raad die ontbonden werd op 16 november omdat de Poolse Liquidatieraad in Galicië de macht overnam. De enige president was Stefan Żeromski.